# Antiblemma lara
Antiblemma lara là một loài bướm đêm trong họ Erebidae.